# Projet Rastko
Le projet Rastko - Bibliothèque électronique de la culture serbe (en serbe : Пројекат Растко - Електронска библиотека српске културе et Projekat Rastko - Elektronska biblioteka srpske kulture) est un projet culturel non gouvernemental et non lucratif. Il s'est donné comme but la publication sur internet de sources concernant la culture serbe, et particulièrement les sujets relatifs aux arts et aux humanités. Il a été appelé Rastko en référence à Rastko Nemanjić (Saint Sava).

## Présentation
Le projet Rastko a été initié en 1997 à Belgrade, pour créer un réseau culturel pan-balkanique. Ses activités principales sont : 
- l'édition électronique dans les domaines des arts et des humanités serbes et en liaison avec la culture serbe[1] ;
- des conférences et des études scientifiques à propos de l'intégration culturelle et civilisationnelle dans les Balkans[1] ;
- des activités bilatérales et multilatérales avec d'autres pays, dans les Balkans et dans le monde ;
- l'établissement de centres régionaux ;
- la formation technique.

## Bibliothèque numérique
La clé de voûte du projet est sa bibliothèque électronique, qui offre plus d'un demi-gigaoctet de documents, compreenant des livres électroniques et des articles, des photographies et bandes dessinées. La plupart des textes sont rédigés en langue serbe, mais on y trouve aussi des textes dans d'autres langues, principalement l'anglais et le  russe, mais aussi en français, en allemand et en espagnol.
Les documents de la bibliothèque sont, pour les uns versés dans le domaine public et, pour les autres soumis au copyright et publiés avec l'autorisation de leurs auteurs. On y trouve des textes remontant à la Serbie médiévale, mais aussi des textes appartenant au domaine de la science-fiction contemporaine. Le site du projet héberge également plusieurs sites qui ne sont pas directement reliés à lui.
Le projet Rastko héberge également la version européenne des Distributed Proofreaders, qui a comme but de soutenir le Projet Gutenberg.

## Centres
En 2007, le projet Rastko disposait des centres suivants :
1. Danemark (Projet Rastko - Danemark, un réseau de bibliothèques numériques concernant la culture danoise et ses liens avec la culture serbe ;
2. Macédoine (Project Rastko - Macedonia, une bibliothèque sur la culture et les traditions macédoniennes ;
3. Russie (Projet Rastko - Russie) ;
4. Drina (Projet Rastko - La Drina, une bibliothèque numérique concernant la culture et les traditions de la région de la Drina) ;
5. Cachoubes (Projet Rastko - Cachoubie :
6. Slovénie (Projet Rastko - Slovenie, bibliothèque numérique sur les liens entre les cultures serbe et slovène ;
7. Gora (Projet Rastko - Gora, sur la culture des Gorans ;
8. Pologne (Projet Rastko - Poland, bibliothèque sur les liens entre les cultures serbe et polonaise ;
9. Lusace (Projet Rastko - Lusace, bibliothèque électronique sur les liens entre les cultures serbe et sorabe ;
10. Bulgarie (Projet Rastko - Bulgarie, bibliothèque sur les liens entre les cultures serbe et bulgare ;
11. Albanie (Projet Rastko - Shkoder, bibliothèque sur les Slaves d'Albanie et les liens entre cultures slave et albanaise ;
12. Krajina de Bosnie (Projet Rastko - Banja Luka, bibliothèque numérique de la culture et des traditions serbes de la Krajina de Bosnie ;
13. Ukraine (Projet Rastko - Kiev-Lavov, bibliothèque numérique sur les liens entre cultures serbe et ukrainienne ;
14. Hongrie (Projet Rastko - Budapest-Saint André, bibliothèque sur la culture et les traditions serbes en Hongrie ;
15. Bouches de Kotor (Projet Rastko - Bouches de Kotor ;
16. Monténégro (Projet Rastko - Cetinje, bibliothèque électronique sur la culture et les traditions du Monténégro ;
17. Kosovo (Projet Rastko - Kosovo et Metohija, bibliothèque électronique sur la culture et les traditions de la province (autonome ou indépendante) serbe du sud ;
18. Roumanie (Projet Rastko - Roumanie, bibliothèque sur la culture des Serbes de Roumanie ;
19. Italie (Rastko Projet - Italie, bibliothèque numérique sur les liens entre les cultures serbe et italienne.

Chacun de ces centres est autonome et développe ses propres projets et activités à travers ses réseaux locaux. Le centre de Belgrade prévoit une extension future, avec des centres dédiés aux Slovaques, aux Juifs et aux Roms, ainsi qu'à 29 autres minorités ethniques et culturelles[réf. nécessaire].

## Quelques membres du projet
- Milinko Stefanović
- Slobodan Škerović
- Dejan Ajdačić
- Dušan-Vladislav Pažđerski
- Spomenka Stefanović-Pululu
- Srbislav Bukumirović
- Milorad Simić